# Jun Matsuura
 (août 2021).
Jun Matsuura (né en 1980 à Barcelone) est un dessinateur et auteur de bande dessinée espagnol. De père japonais et de mère catalane, son style est plus redevable à la tradition occidentale qu'au manga.
En 2005, il crée le personnage de Johannes Matthäus, un soldat allemand sur le front russe pendant la Seconde Guerre mondiale, qui sera le protagoniste de sa première œuvre complète, Frau Tovarich, la camarada. Après avoir vécu en Allemagne, en 2007, il travaille sur son œuvre jusqu'à ce qu'elle soit publiée par La Cúpula en 2009, à l'occasion de la 15e Foire du manga de Barcelone. Le processus de création de ce roman graphique est enregistré dans le documentaire Creando Frau Tovarich, réalisé par Israel Escudero et présenté en avant-première lors du 28e Salon international de la bande dessinée de Barcelone. Jun Matsuura a également travaillé comme artiste de storyboard sur des films tels que Fragile, The Kovak Box, Malveillance, trois mètres au-dessus du ciel et REC 2.